# نخست‌کامل‌دندان
نخست‌کامل‌دندان (نام علمی: Eoentelodon) نام یک سرده از تیره کامل‌دندانان است.